# Ши Юеджун
Ши Юеджун (5 березня 1971 — 20 грудня 2006) — китайський серійний вбивця, який убив за 5 днів 12 осіб.

## Вбивства
Працював м'ясником. У період з 24 по 29 вересня 2006 Ши Юеджун убив 12 людей і поранив чотирьох у місті Тунхуа китайської провінції Гірін. Його намагалися заарештувати за вбивство 8 осіб. У затриманні брало участь 14000 чоловік, включаючи 2000 поліцейських. Його затримали в кукурудзяному полі, де він при опорі убив ще кілька людей. 29 вересня 2006 він був заарештований і 26 листопада засуджений до смертної кари. Ши пояснив скоєне як «помста за його приниження з боку суспільства». 20 грудня 2006 Ши був страчений.